# Sertularella robustoides
Sertularella robustoides is een hydroïdpoliep uit de familie Sertulariidae. De poliep komt uit het geslacht Sertularella. Sertularella robustoides werd in 1915 voor het eerst wetenschappelijk beschreven door Mulder & Trebilcock. 